# Ecliptopera albomedia
Ecliptopera albomedia là một loài bướm đêm trong họ Geometridae.